# Lesní lánová ves

Schéma lesní lánové vsi

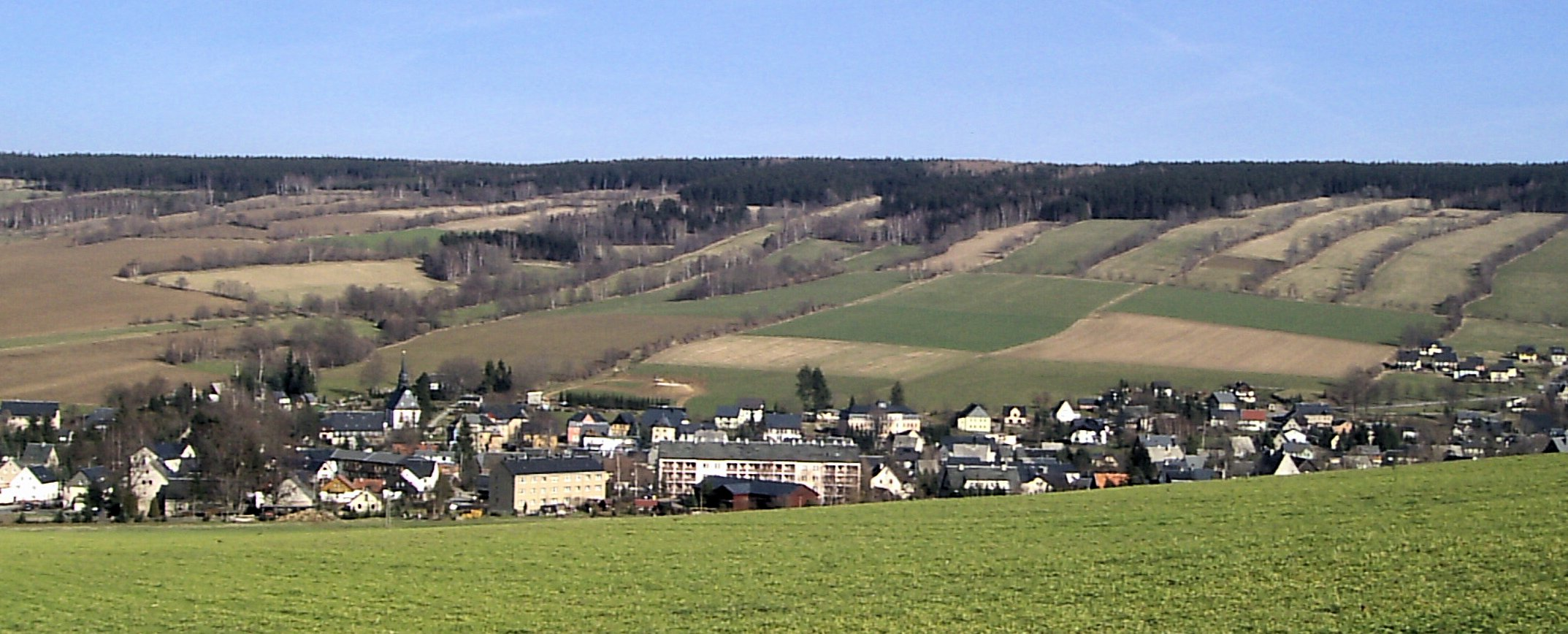
Königswalde, příklad německé lesní lánové vsi Waldhufendorfu

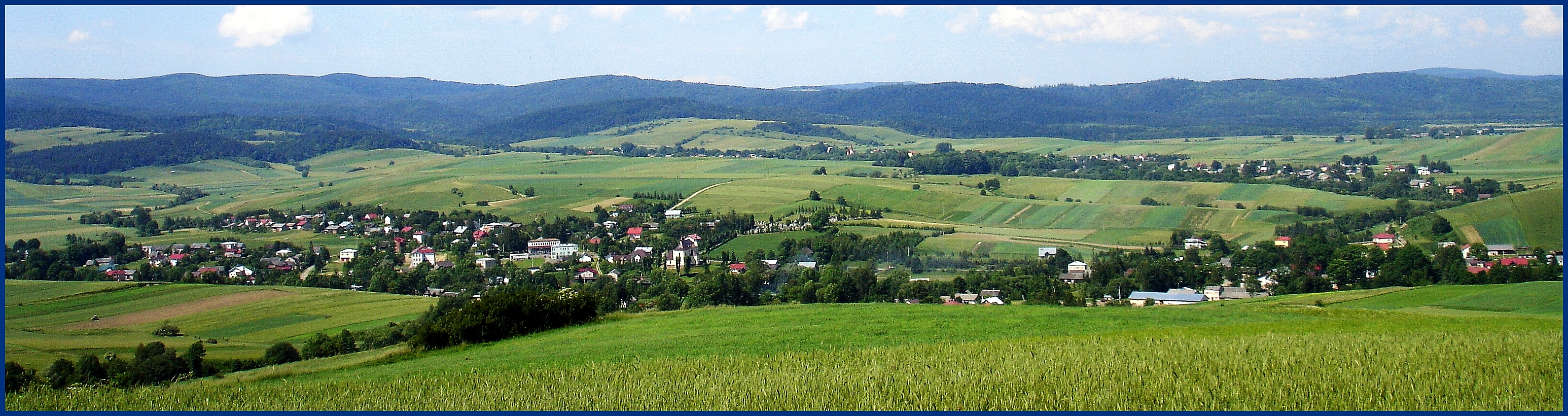
Nowotaniec, příklad polské lesní lánové vsi łańcuchówky

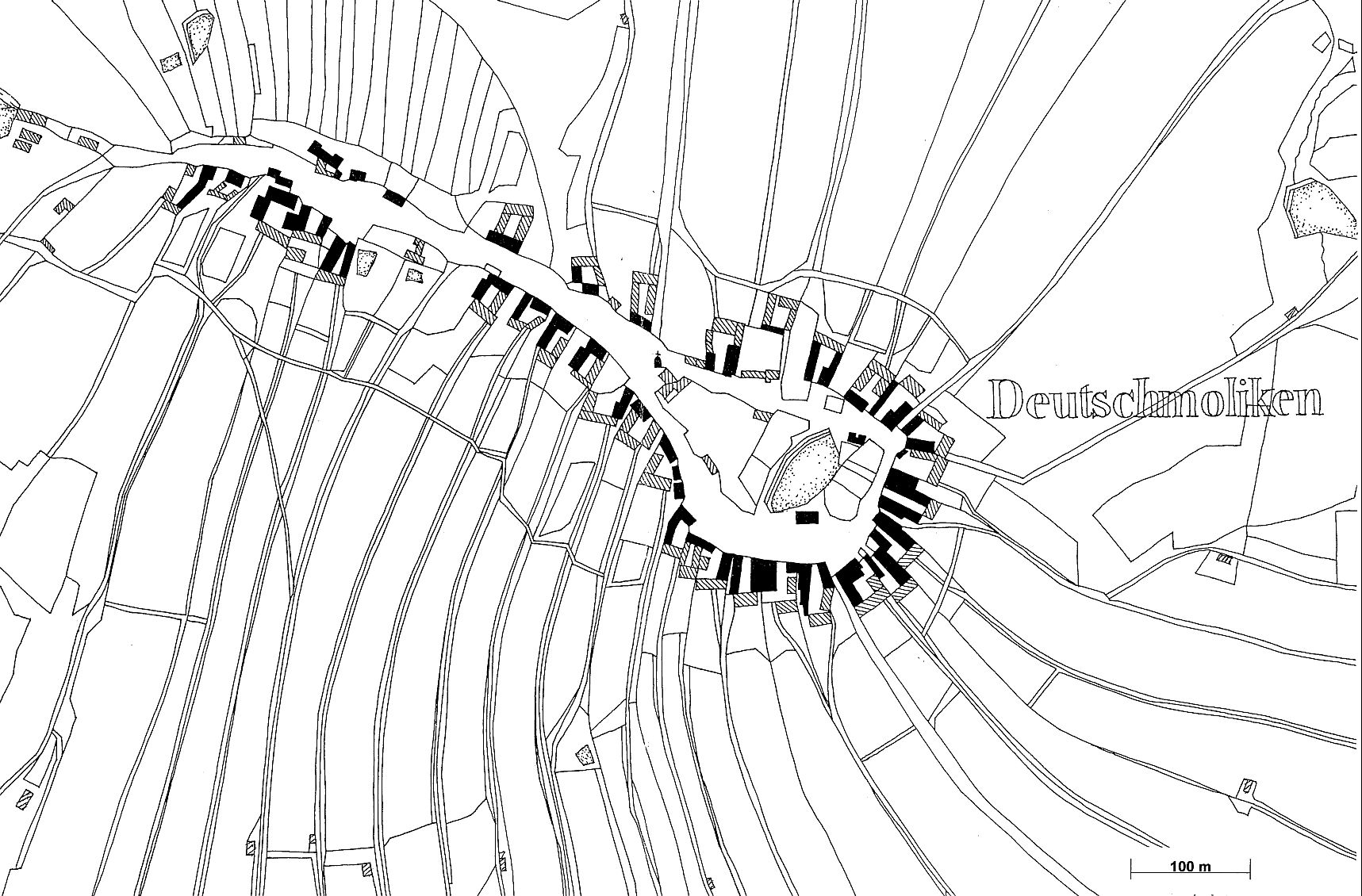
Obec Malíkov nad Nežárkou, Katastrální mapa z roku 1828

Lesní lánová ves či údolní lánová ves (německy Waldhufendorf, polsky wieś łańcuchowa, zkráceně łańcuchówka) je charakteristický typ údolní vesnice, založené na podélném systému, jehož osou byl zpravidla potok spolu se souběžnou komunikací. Tento typ vesnic byl zakládán obvykle v průběhu kolonizace členitých podhorských a horských oblastí.

## Historie
Původ tohoto druhu vsí je zřejmě u středověkých saských osadníků. Vsi byly zakládány podle magdeburského práva v zalesněných horských oblastech. Tento druh uspořádání obcí byl rozšířen v době kolonizace předkrkonošské části Slezska, jižní části Malopolska a Červené Rusi (12.–15. století).
Tento způsob osídlení se vedle částí Německa existoval také v Českých zemích a na území dnešního Polska. Rovněž osady zakládané v době tzv. Josefinské kolonizace na přelomu 18. a 19. století mohou mít podobnou strukturu. V lidové polské mluvě se osady zakládané v lesích nazývají huby, kąty (kouty, úhly), majdany (mýtiny). Základy těchto pradávných pojmenování obcí můžeme dodnes pozorovat u mnohých místních názvů polských obcí.

## Uspořádání

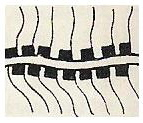
Způsob řazení lesně-rolnické vsi, 12.–15. stol.

Stavení byla zakládána buď na jednom či na obou březích potoka po stranách cesty, jež obvykle procházela údolím. Každá chalupa, statek, či hospodářství stála na vlastním pruhu pozemku – lánu. Ke každému hospodářství náležel též kus lesa, který sahal až k rozvodí určujícímu hranice vsi. Způsob obdělávání půdy postupoval v pořadí: zahrada, pole, louky a les.

## Příklady lesních lánových vsí v Čechách a na Moravě
Mezi půdorysnými formami vrcholně středověkých sídel v zemích Koruny české tvoří výraznou skupinu tzv. kolonizační typy vesnic. Pro ně je charakteristická lánová záhumenicová plužina, bezprostředně navazující na usedlost, která je obvykle velká. Struktura zástavby v takové vesnici je zpravidla rozvolněná.

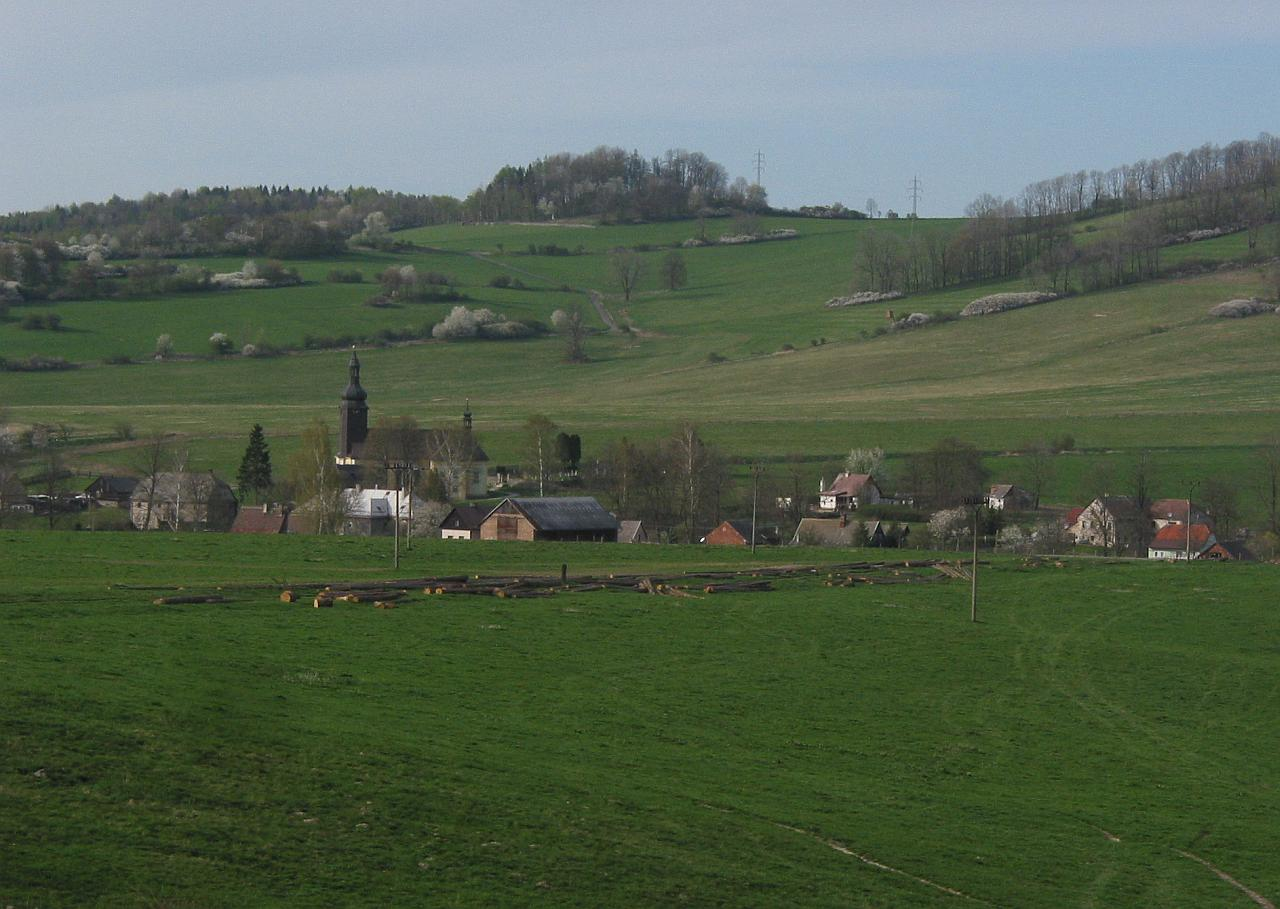
Kerhartice u České Kamenice, okres Děčín

Výskyt údolních lánových vesnic je charakteristický pro rozsáhlé oblasti v českém, moravském a slezském pohraničí. Tyto souvislé oblasti sahají od Krušných hor přes Děčínsko, Českolipsko, Vrchlabsko, Poličsko, Svitavsko, Moravskotřebovsko až po Nízký Jeseník a Poodří, dále zahrnují některé oblasti Jindřichohradecka, Českomoravské a Drahanské vrchoviny a další.
Jako konkrétní příklad lze uvést mezi mnoha jinými oblast Orlických hor, kde rovněž vznikaly podél potoků a cest lesně-lánové vsi. I zde, tak jako v jiných místech, během výstavby nových usedlostí na přidělených lánech zůstával potoční úval mezi těmito usedlostmi prázdným obecním pozemkem, na němž později vznikaly drobnější obecní stavby, případně domky bezzemků. V Orlických horách jsou příkladem tohoto typu zástavby Sedloňov, Olešnice v Orlických horách, Bartošovice v Orlických horách, Deštné v Orlických horách nebo Sněžné.

## Příklady lesně-rolnických vsí v Polsku
Hedvižín, Kamienica (okres Kladsko), Kochanów (Dolnoslezské vojvodství), Lesica (Dolnoslezské vojvodství), Płóczki Górne, Rybnica Leśna, Siedlęcin, Sławnikowice (Dolnoslezské vojvodství), Ubocze (Dolnoslezské vojvodství), Steinfels (Stebnik).

## Další typy vsí
Okrouhlice, návesní ves, řadová ves, uliční ves, křižovatková ves, vidlicová ves